# Victor Giraud
Pour les articles homonymes, voir Victor Giraud (homonymie) et Giraud.
Victor Giraud, né le 26 novembre 1868 à Mâcon, et mort le 14 février 1953 à Sartrouville, est un universitaire et critique littéraire français.

## Biographie
Fils d'artisans, il fait des études classiques au lycée de Mâcon, puis entre à l'École normale supérieure de Paris en 1889. Nommé professeur en 1892, il devient agrégé de lettres en 1894 et occupe la même année la chaire de littérature française de Fribourg, succédant à Joseph Bédier. Avec Pierre-Maurice Masson, il défendit les idées de Loisy à Fribourg lors de la crise moderniste. À cause de cette seconde tendance, écrit E.Poulat, « Fribourg fut plusieurs fois dénoncé comme un « repaire moderniste » et encore en 1911.»
En 1902 et 1903, il dirige la Revue de Fribourg, puis devient secrétaire général à la Revue des deux Mondes grâce à Ferdinand Brunetière. Il collabore aussi à de nombreux journaux tels que Le Figaro, les Cahiers de la Quinzaine, la Revue d'Histoire littéraire de la France, la Revue latine d’Émile Faguet, les Annales de philosophie chrétienne. En 1912, il reçoit la médaille d'or de la critique littéraire. Il est fait la même année chevalier de la Légion d'honneur. En 1926, l'Académie française lui décerne un prix pour l'ensemble de son œuvre, qui est considérable.
Victor Giraud fut appelé le « Sainte-Beuve de son temps ».

## Principales publications
- Essai sur Taine, son œuvre et son influence, Hachette, 1899-1900.
- Pascal : l’homme l’œuvre l’influence, Fontemoing, 1905.
- Anticléricalisme et Catholicisme, Revue des Deux Mondes, 5e période, tome 32, 1906 (pp. 851–870).
- Anticléricalisme et catholicisme, Bloud et Gay, 1906.
- Pensées chrétiennes et morales de Bossuet, Bloud, 1906.
- Les Idées morales d’Horace, Bloud, 1907.
- Livres et questions d’aujourd’hui, Hachette, 1907.
- Opuscules choisis de Pascal, Bloud, 1907.
- Pensées de Joubert, Bloud, 1909.
- La Philosophie religieuse de Pascal et la Pensée contemporaine, Bloud, 1909.
- Les Confessions de Saint-Augustin, Bloud, 1910.
- Blaise Pascal : Études d’histoire morale, Hachette, 1910.
- Chateaubriand, études littéraires, Hachette, 1912.
- Nouvelles études sur Chateaubriand, Hachette, 1912.
- Maîtres d’autrefois et d’aujourd’hui, Hachette, 1914.
- Les Maîtres de l’heure, Hachette, 2 vol., 1914-1922.
- Le Miracle français, Hachette, 2 vol., 1915.
- Pro Patria, Bloud et Gay, 1915.
- La Civilisation française, Hachette, 1917.
- La Troisième France, Hachette, 1917.
- Histoire de la grande guerre, Hachette, 1920, prix Hélène Porgès de l'Académie française en 1927.
- Castelnau, Cres, 1921.
- Écrivains et soldats, Hachette, 1921.
- Georges Goyau, l’homme et l’œuvre, Perrin, 1922.
- Barrès, Taine et Renan, Bossard, 1922.
- Moralistes Français, Hachette, 1923.
- La Vie héroïque de Blaise Pascal, Editions G. Gres, 1923.
- Passions et romans d’autrefois, Champion, 1925.
- Un grand Français : Albert De Mun, Bloud et Gay, 1925.
- Sœurs de grands hommes (Pascal, Chateaubriand, Renan), Cres, 1926.
- Pages choisies de Chateaubriand, Hachette, 1929.
- Vie Chrétienne d’Eugénie de Guérin, Plon, 1929.
- Portraits d’âmes, Firmin-Didot, 1929.
- Sainte Jeanne de Chantal, Flammarion, 1929.
- Bossuet, Flammarion, 1930.
- Port-Royal de Sainte Beuve, Mellottee, 1930.
- Pascal. Œuvres choisies, Hatier, 1931
- La Vie romanesque de Chateaubriand, Les Œuvres représentatives, 1931.
- Brunetiere, Flammarion, 1932.
- La Vie tragique de Lamennais, Felix Alcan, 1933.
- Sainte-Beuve. Œuvres choisies, Hatier, 1934.
- Paul Bourget, essai de psychologie contemporaine, Bloud et Gay, 1934.
- Anatole France, Éditions Desclée de Brouwer, 1935.
- La Vie secrète de Sainte-Beuve, Stock, 1935.
- Le Problème religieux et l’histoire de la littérature française, Alsatia, 1937.
- De Chateaubriand à Brunetière, essai sur le Mouvement catholique en France au XIXe, Spes, 1939.
- Pastels féminins, Hachette, 1939.
- Eugène Fromentin, Éditions Saint-Denis, 1945.
- Saint Vincent de Paul, Bonne Presse, 1945.
- La Critique littéraire : les problèmes, les théories, les méthodes, Aubier-Montaigne, 1946.

(1: Principes et méthodes: Sainte-Beuve, Taine, Brunetiere, Faguet, Lanson / 2: Précisions et preuves justificatives: Calvin, Montaigne, Corneille, Pascal, Racine, Rousseau, Chateaubriand, Lamennais, De Musset, Renan, Taine, Brunetiere)
- Vie de Jeanne d’Arc, Aubanel, 1948.
- Leclerc Maréchal de France, Spes, 1952.

## Distinctions
- Académie française
  - 1901 et 1911 : prix Bordin
  - 1914 : prix d’Académie
  - 1916 : prix d'éloquence
  - 1920 : prix Alfred-Née
  - 1926 : prix Broquette-Gonin (littérature)
  - 1927 : prix Hélène-Porgès
  - 1940 : prix Louis-Barthou
  - 1942 : prix Aubry-Vitet
- Société des Gens de Lettres
  - 1921 : Prix du Président de la République[4]
- Prix Lasserre (littérature) en 1923[5]